# Loma Linda, Zacatecas
Loma Linda är en ort i Mexiko.   Den ligger i kommunen Pinos och delstaten Zacatecas, i den centrala delen av landet, 400 km nordväst om huvudstaden Mexico City. Loma Linda ligger 1 980 meter över havet och antalet invånare är 174.
Terrängen runt Loma Linda är lite kuperad. Runt Loma Linda är det ganska glesbefolkat, med 21 invånare per kvadratkilometer. Närmaste större samhälle är El Salitrillo, 6,0 km sydväst om Loma Linda. Omgivningarna runt Loma Linda är i huvudsak ett öppet busklandskap.